# Tuol Sophi
Tuol Sophi es una comuna (khum) del distrito de Ou Reang Ov, en la provincia de Kompung Cham, Camboya. En marzo de 2008 tenía una población estimada de 7760 habitantes.
Se encuentra ubicada en la llanura camboyana, al sureste del lago Sap (Tonlé Sap) y a escasa distancia del río Mekong y de la frontera con Vietnam.